# 津田正忠
津田 正忠（つだ まさただ）は、加賀藩の家老、人持組津田玄蕃家第2代当主。

## 生涯
慶長17年（1612年）、前田利常に仕えて知行300石を賜る。ある冬に、利常から古筆を洗うために水につけて手で押さえておくように命じられたが、利常がそれを忘れたまま鷹狩りに出かけてしまい、帰ると、顔面蒼白のままで水に手をつけて古筆を押さえ続ける正勝を見つけ、慌てて熱酒を飲ませて介抱した。この一件以来、利常から重用されることとなった。大坂の陣では冬夏両陣に出陣し、300石の加増を受ける。
元和3年（1617年）、父正勝の死去により、家督と知行3000石を相続し、合わせて3600石となる。後に3000石を加増される。寛永19年（1642年）、宗門奉行となる。執政本多政重、横山長知の隠居に伴い、政務を担当した。藩主前田光高が没すると、孫綱紀の後見を務める小松城の隠居・利常の元で前田孝貞、奥村庸礼と共に執政を務めた。加増を受けて知行高1万1070石となる。万治3年（1660年）没。享年62。家督は嫡男の正真が相続した。次男義辰は1000石で分家（孫の正昭は本家第7代を相続）。三男正能は700石で分家した。